# Grand Prix Sezon 1930
Sezon Grand Prix 1930 – kolejny sezon z cyklu Wyścigów Grand Prix. Najbardziej utytułowanym kierowcą był Włoch Achille Varzi, który wygrał cztery wyścigi. Samochody Bugatti odnosiły zwycięstwa w trzynastu wyścigach.

## Podsumowanie Sezonu

### Grandes Épreuves
| Data        | Grand Prix                          | Tor          | Zwycięzca (kierowcy) | Zwycięzca (konstruktorzy) | Wyniki |
| ----------- | ----------------------------------- | ------------ | -------------------- | ------------------------- | ------ |
| 30 maja     | Indianapolis 500                    | Indianapolis | Billy Arnold         | Miller-Hartz              | Wyniki |
| 20 lipca    | Grand Prix Belgii Grand Prix Europy | Spa          | Louis Chiron         | Bugatti                   | Wyniki |
| 21 września | Grand Prix Francji                  | Pau          | Philippe Étancelin   | Bugatti                   | Wyniki |

### Pozostałe Grand Prix
| Data           | Grand Prix                | Tor           | Zwycięzca (kierowcy)        | Zwycięzca (konstruktorzy) | Wyniki |
| -------------- | ------------------------- | ------------- | --------------------------- | ------------------------- | ------ |
| 2 marca        | Circuit d'Esterel Plage   | Saint-Raphaël | René Dreyfus                | Bugatti                   | Wyniki |
| 23 marca       | Grand Prix Trypolisu      | Trypolis      | Baconin Borzacchini         | Maserati                  | Wyniki |
| 6 kwietnia     | Grand Prix Monako         | Monte Carlo   | René Dreyfus                | Bugatti                   | Wyniki |
| 20 kwietnia    | Alessandria Circuit       | Bordino       | Achille Varzi               | Alfa Romeo                | Wyniki |
| 27 kwietnia    | Grand Prix Oranu          | Arcole        | Jean de Maleplane           | Bugatti                   | Wyniki |
| 4 maja         | Targa Florio              | Madonie       | Achille Varzi               | Alfa Romeo                | Wyniki |
| 18 maja        | Grand Prix Picardy        | Péronne       | Max Fourny                  | Bugatti                   | Wyniki |
| 25 maja        | Grand Prix Rzymu          | Tre Fontane   | Luigi Arcangeli             | Maserati                  | Wyniki |
| 9 czerwca      | Grand Prix Frontières     | Chimay        | Georges de Marotte          | Salmson                   | Wyniki |
| 15 czerwca     | Grand Prix Lyonu          | Quincieux     | Louis Chiron                | Bugatti                   | Wyniki |
| 29 czerwca     | Grand Prix de la Marne    | Reims-Gueux   | René Dreyfus                | Bugatti                   | Wyniki |
| 19 lipca       | Grand Prix Irlandii       | Dublin        | Rudolf Caracciola           | Mercedes-Benz             | Wyniki |
| 20 lipca       | Eifelrennen               | Nürburgring   | Heinrich-Joachim von Morgen | Bugatti                   | Wyniki |
| 20 lipca       | Grand Prix Dieppe         | Dieppe        | Marcel Lehoux               | Bugatti                   | Wyniki |
| 3 sierpnia     | Coppa Ciano               | Montenero     | Luigi Fagioli               | Maserati                  | Wyniki |
| 10 sierpnia    | Dauphiné Circuit          | Grenoble      | Philippe Étancelin          | Bugatti                   | Wyniki |
| 17 sierpnia    | Coppa Acerbo              | Pescara       | Achille Varzi               | Maserati                  | Wyniki |
| 17 sierpnia    | Grand Prix Comminges      | Saint-Gaudens | François Miquel             | Bugatti                   | Wyniki |
| 7 września     | Grand Prix Monzy          | Monza         | Achille Varzi               | Maserati                  | Wyniki |
| 8 września     | Grand Prix Lwowa          | Lwów          | Henryk Liefeldt             | Austro-Daimler            | Wyniki |
| 28 września    | Grand Prix Czechosłowacji | Brno          | Hermann von Leiningen       | Bugatti                   | Wyniki |
| 5 października | Grand Prix San Sebastián  | Lasarte       | Achille Varzi               | Maserati                  | Wyniki |